# Liste des récipiendaires du prix Nobel
Les prix Nobel sont des prix décernés chaque année, sauf exceptions, à des personnes, ou à des organismes (prix Nobel de la paix), sous l'autorité de la Fondation Nobel par l'Académie royale des sciences de Suède (physique et chimie), l'Académie suédoise (littérature), l'Institut Karolinska (physiologie ou médecine) et le comité Nobel norvégien du parlement (paix). Ils ont été créés par le testament d'Alfred Nobel en 1895, qui stipule que les prix doivent être administrés par la fondation Nobel. Le prix Nobel d'économie a été créé en 1968 par la Sveriges Riksbank, la banque centrale de la Suède, en accord avec la fondation Nobel, pour contribuer au domaine économique.
Chaque nouveau récipiendaire, ou « lauréat », est désigné au début octobre par la fondation Nobel. Il reçoit le 10 décembre à Stockholm en Suède, une médaille d’or, un diplôme et une somme d’argent.
Cet article dresse la liste des récipiendaires du prix Nobel :

## Liste des récipiendaires
| Année | Physique                                                             | Chimie                                                        | Physiologie ou médecine                                             | un Littérature                           | Paix                                                                                        | Économie[G]                                                  |
| ----- | -------------------------------------------------------------------- | ------------------------------------------------------------- | ------------------------------------------------------------------- | ---------------------------------------- | ------------------------------------------------------------------------------------------- | ------------------------------------------------------------ |
| 1901  | Wilhelm Röntgen                                                      | Jacobus Henricus van 't Hoff                                  | Emil Adolf von Behring                                              | Sully Prudhomme                          | Henry Dunant Frédéric Passy                                                                 | —                                                            |
| 1902  | Hendrik Lorentz Pieter Zeeman                                        | Emil Fischer                                                  | Ronald Ross                                                         | Theodor Mommsen                          | Élie Ducommun Albert Gobat                                                                  | —                                                            |
| 1903  | Henri Becquerel Pierre Curie Marie Curie                             | Svante Arrhenius                                              | Niels Ryberg Finsen                                                 | Bjørnstjerne Bjørnson                    | William Randal Cremer                                                                       | —                                                            |
| 1904  | Lord Rayleigh                                                        | William Ramsay                                                | Ivan Pavlov                                                         | Frédéric Mistral José de Echegaray       | Institut de droit international                                                             | —                                                            |
| 1905  | Philipp Lenard                                                       | Adolf von Baeyer                                              | Robert Koch                                                         | Henryk Sienkiewicz                       | Bertha von Suttner                                                                          | —                                                            |
| 1906  | Joseph John Thomson                                                  | Henri Moissan                                                 | Camillo Golgi Santiago Ramón y Cajal                                | Giosuè Carducci                          | Theodore Roosevelt                                                                          | —                                                            |
| 1907  | Albert A. Michelson                                                  | Eduard Buchner                                                | Alphonse Laveran                                                    | Rudyard Kipling                          | Ernesto Teodoro Moneta Louis Renault                                                        | —                                                            |
| 1908  | Gabriel Lippmann                                                     | Ernest Rutherford                                             | Ilya Ilitch Metchnikov Paul Ehrlich                                 | Rudolf Christoph Eucken                  | Klas Pontus Arnoldson Fredrik Bajer                                                         | —                                                            |
| 1909  | Ferdinand Braun Guglielmo Marconi                                    | Wilhelm Ostwald                                               | Emil Theodor Kocher                                                 | Selma Lagerlöf                           | Auguste Marie François Beernaert Paul Henri Balluet d'Estournelles de Constant              | —                                                            |
| 1910  | Johannes Diderik van der Waals                                       | Otto Wallach                                                  | Albrecht Kossel                                                     | Paul Heyse                               | Bureau international de la paix                                                             | —                                                            |
| 1911  | Wilhelm Wien                                                         | Marie Curie                                                   | Allvar Gullstrand                                                   | Maurice Maeterlinck                      | Tobias Asser Alfred Hermann Fried                                                           | —                                                            |
| 1912  | Gustaf Dalén                                                         | Victor Grignard ; Paul Sabatier                               | Alexis Carrel                                                       | Gerhart Hauptmann                        | Elihu Root                                                                                  | —                                                            |
| 1913  | Heike Kamerlingh Onnes                                               | Alfred Werner                                                 | Charles Richet                                                      | Rabindranath Tagore                      | Henri La Fontaine                                                                           | —                                                            |
| 1914  | Max von Laue                                                         | Theodore William Richards                                     | Robert Bárány                                                       | —                                        | —                                                                                           | —                                                            |
| 1915  | William Henry Bragg William Lawrence Bragg                           | Richard Willstätter                                           | —                                                                   | Romain Rolland                           | —                                                                                           | —                                                            |
| 1916  | —                                                                    | —                                                             | —                                                                   | Verner von Heidenstam                    | —                                                                                           | —                                                            |
| 1917  | Charles Glover Barkla                                                | —                                                             | —                                                                   | Karl Adolph Gjellerup Henrik Pontoppidan | Comité international de la Croix-Rouge                                                      | —                                                            |
| 1918  | Max Planck                                                           | Fritz Haber                                                   | —                                                                   | —                                        | —                                                                                           | —                                                            |
| 1919  | Johannes Stark                                                       | —                                                             | Jules Bordet                                                        | Carl Spitteler                           | Woodrow Wilson                                                                              | —                                                            |
| 1920  | Charles Édouard Guillaume                                            | Walther Nernst                                                | August Krogh                                                        | Knut Hamsun                              | Léon Bourgeois                                                                              | —                                                            |
| 1921  | Albert Einstein                                                      | Frederick Soddy                                               | —                                                                   | Anatole France                           | Hjalmar Branting Christian Lous Lange                                                       | —                                                            |
| 1922  | Niels Bohr                                                           | Francis William Aston                                         | Archibald Hill Otto Fritz Meyerhof                                  | Jacinto Benavente                        | Fridtjof Nansen                                                                             | —                                                            |
| 1923  | Robert Andrews Millikan                                              | Fritz Pregl                                                   | Frederick Banting John James Rickard Macleod                        | W. B. Yeats                              | —                                                                                           | —                                                            |
| 1924  | Manne Siegbahn                                                       | —                                                             | Willem Einthoven                                                    | Władysław Reymont                        | —                                                                                           | —                                                            |
| 1925  | James Franck Gustav Ludwig Hertz                                     | Richard Adolf Zsigmondy                                       | —                                                                   | George Bernard Shaw                      | Austen Chamberlain Charles G. Dawes                                                         | —                                                            |
| 1926  | Jean Baptiste Perrin                                                 | Theodor Svedberg                                              | Johannes Fibiger                                                    | Grazia Deledda                           | Aristide Briand Gustav Stresemann                                                           | —                                                            |
| 1927  | Arthur Compton Charles Thomson Rees Wilson                           | Heinrich Otto Wieland                                         | Julius Wagner-Jauregg                                               | Henri Bergson                            | Ferdinand Buisson Ludwig Quidde                                                             | —                                                            |
| 1928  | Owen Willans Richardson                                              | Adolf Otto Reinhold Windaus                                   | Charles Nicolle                                                     | Sigrid Undset                            | —                                                                                           | —                                                            |
| 1929  | Louis de Broglie                                                     | Arthur Harden Hans von Euler-Chelpin                          | Christiaan Eijkman Frederick Gowland Hopkins                        | Thomas Mann                              | Frank B. Kellogg                                                                            | —                                                            |
| 1930  | C. V. Raman                                                          | Hans Fischer                                                  | Karl Landsteiner                                                    | Sinclair Lewis                           | Nathan Söderblom                                                                            | —                                                            |
| 1931  | —                                                                    | Carl Bosch Friedrich Bergius                                  | Otto Heinrich Warburg                                               | Erik Axel Karlfeldt                      | Jane Addams Nicholas Murray Butler                                                          | —                                                            |
| 1932  | Werner Heisenberg                                                    | Irving Langmuir                                               | Charles Scott Sherrington Edgar Adrian                              | John Galsworthy                          | —                                                                                           | —                                                            |
| 1933  | Erwin Schrödinger Paul Dirac                                         | —                                                             | Thomas Hunt Morgan                                                  | Ivan Bounine                             | Norman Angell                                                                               | —                                                            |
| 1934  | —                                                                    | Harold Urey                                                   | George Whipple George Minot William Murphy                          | Luigi Pirandello                         | Arthur Henderson                                                                            | —                                                            |
| 1935  | James Chadwick                                                       | Frédéric Joliot-Curie Irène Joliot-Curie                      | Hans Spemann                                                        | —                                        | Carl von Ossietzky                                                                          | —                                                            |
| 1936  | Victor Francis Hess Carl David Anderson                              | Peter Debye                                                   | Henry Hallett Dale Otto Loewi                                       | Eugene O'Neill                           | Carlos Saavedra Lamas                                                                       | —                                                            |
| 1937  | Clinton Davisson George Paget Thomson                                | Norman Haworth Paul Karrer                                    | Albert Szent-Györgyi                                                | Roger Martin du Gard                     | Le Vicomte Cecil of Chelwood                                                                | —                                                            |
| 1938  | Enrico Fermi                                                         | Richard Kuhn [A]                                              | Corneille Heymans                                                   | Pearl S. Buck                            | Nansen International Office For Refugees                                                    | —                                                            |
| 1939  | Ernest Lawrence                                                      | Adolf Butenandt [A] Lavoslav Ružička                          | Gerhard Domagk [A]                                                  | Frans Eemil Sillanpää                    | —                                                                                           | —                                                            |
| 1940  | —                                                                    | —                                                             | —                                                                   | —                                        | —                                                                                           | —                                                            |
| 1941  | —                                                                    | —                                                             | —                                                                   | —                                        | —                                                                                           | —                                                            |
| 1942  | —                                                                    | —                                                             | —                                                                   | —                                        | —                                                                                           | —                                                            |
| 1943  | Otto Stern [A]                                                       | George de Hevesy                                              | Henrik Dam Edward Adelbert Doisy                                    | —                                        | —                                                                                           | —                                                            |
| 1944  | Isidor Isaac Rabi                                                    | Otto Hahn [A]                                                 | Joseph Erlanger Herbert Spencer Gasser                              | Johannes Vilhelm Jensen                  | Comité international de la Croix-Rouge                                                      | —                                                            |
| 1945  | Wolfgang Pauli                                                       | Artturi Ilmari Virtanen                                       | Alexander Fleming Ernst Boris Chain [A] Howard Florey               | Gabriela Mistral                         | Cordell Hull                                                                                | —                                                            |
| 1946  | Percy Williams Bridgman                                              | James B. Sumner John Howard Northrop Wendell Meredith Stanley | Hermann Joseph Muller                                               | Hermann Hesse                            | Emily Greene Balch John Mott                                                                | —                                                            |
| 1947  | Edward Victor Appleton                                               | Robert Robinson                                               | Carl Ferdinand Cori Gerty Cori Bernardo Houssay                     | André Gide                               | Friends Service Council American Friends Service Committee                                  | —                                                            |
| 1948  | Patrick Blackett                                                     | Arne Tiselius                                                 | Paul Hermann Müller                                                 | T. S. Eliot                              | —[B]                                                                                        | —                                                            |
| 1949  | Hideki Yukawa                                                        | William Giauque                                               | Walter Rudolf Hess António Egas Moniz                               | William Faulkner                         | John Boyd Orr                                                                               | —                                                            |
| 1950  | Cecil Frank Powell                                                   | Otto Diels Kurt Alder                                         | Philip Showalter Hench Edward Calvin Kendall Tadeusz Reichstein     | Bertrand Russell                         | Ralph Bunche                                                                                | —                                                            |
| 1951  | John Cockcroft Ernest Walton                                         | Edwin McMillan Glenn T. Seaborg                               | Max Theiler                                                         | Pär Lagerkvist                           | Léon Jouhaux                                                                                | —                                                            |
| 1952  | Félix Bloch Edward Mills Purcell                                     | Archer John Porter Martin Richard Laurence Millington Synge   | Selman Waksman                                                      | François Mauriac                         | Albert Schweitzer                                                                           | —                                                            |
| 1953  | Frederik Zernike                                                     | Hermann Staudinger                                            | Hans Adolf Krebs Fritz Albert Lipmann                               | Winston Churchill                        | George Marshall                                                                             | —                                                            |
| 1954  | Max Born Walther Bothe                                               | Linus Pauling                                                 | John Franklin Enders Frederick Chapman Robbins Thomas Huckle Weller | Ernest Hemingway                         | Haut Commissariat des Nations unies pour les réfugiés                                       | —                                                            |
| 1955  | Willis Lamb Polykarp Kusch                                           | Vincent du Vigneaud                                           | Hugo Theorell                                                       | Halldór Laxness                          | —                                                                                           | —                                                            |
| 1956  | John Bardeen Walter Houser Brattain William Shockley                 | Cyril Norman Hinshelwood Nikolaï Semionov                     | André Frédéric Cournand Werner Forssmann Dickinson W. Richards      | Juan Ramón Jiménez                       | —                                                                                           | —                                                            |
| 1957  | Chen Ning Yang Tsung-Dao Lee                                         | Alexander Robert Todd                                         | Daniel Bovet                                                        | Albert Camus                             | Lester B. Pearson                                                                           | —                                                            |
| 1958  | Pavel Cherenkov Ilia Frank Igor Tamm                                 | Frederick Sanger                                              | George Wells Beadle Edward Lawrie Tatum Joshua Lederberg            | Boris Pasternak [C]                      | Dominique Pire                                                                              | —                                                            |
| 1959  | Emilio G. Segrè Owen Chamberlain                                     | Jaroslav Heyrovský                                            | Arthur Kornberg Severo Ochoa                                        | Salvatore Quasimodo                      | Philip Noel-Baker                                                                           | —                                                            |
| 1960  | Donald A. Glaser                                                     | Willard Frank Libby                                           | Frank Macfarlane Burnet Peter Medawar                               | Saint-John Perse                         | Albert Lutuli                                                                               | —                                                            |
| 1961  | Robert Hofstadter Rudolf Mössbauer                                   | Melvin Calvin                                                 | Georg von Békésy                                                    | Ivo Andrić                               | Dag Hammarskjöld                                                                            | —                                                            |
| 1962  | Lev Landau                                                           | Max Perutz John Kendrew                                       | Francis Crick James Dewey Watson Maurice Wilkins                    | John Steinbeck                           | Linus Pauling                                                                               | —                                                            |
| 1963  | Eugene Wigner Maria Goeppert-Mayer Hans Daniel Jensen                | Karl Ziegler Giulio Natta                                     | John Carew Eccles Alan Lloyd Hodgkin Andrew Huxley                  | Georges Séféris                          | Comité international de la Croix-Rouge ; Fédération de la Croix-Rouge et du Croissant-Rouge | —                                                            |
| 1964  | Charles Hard Townes Nikolaï Bassov Alexandre Mikhaïlovitch Prokhorov | Dorothy Hodgkin                                               | Konrad Emil Bloch Feodor Felix Konrad Lynen                         | Jean-Paul Sartre [D]                     | Martin Luther King, Jr.                                                                     | —                                                            |
| 1965  | Sin-Itiro Tomonaga Julian Schwinger Richard Feynman                  | Robert Burns Woodward                                         | François Jacob André Michel Lwoff Jacques Monod                     | Mikhaïl Cholokhov                        | Fonds des Nations unies pour l'enfance                                                      | —                                                            |
| 1966  | Alfred Kastler                                                       | Robert S. Mulliken                                            | Francis Peyton Rous Charles Brenton Huggins                         | Shmuel Yosef Agnon Nelly Sachs           | —                                                                                           | —                                                            |
| 1967  | Hans Bethe                                                           | Manfred Eigen Ronald George Wreyford Norrish George Porter    | Ragnar Granit Haldan Keffer Hartline George Wald                    | Miguel Ángel Asturias                    | —                                                                                           | —                                                            |
| 1968  | Luis Walter Alvarez                                                  | Lars Onsager                                                  | Robert W. Holley Har Gobind Khorana Marshall Warren Nirenberg       | Yasunari Kawabata                        | René Cassin                                                                                 | —                                                            |
| 1969  | Murray Gell-Mann                                                     | Derek Barton Odd Hassel                                       | Max Delbrück Alfred Hershey Salvador Luria                          | Samuel Beckett                           | Organisation internationale du travail                                                      | Ragnar Frisch Jan Tinbergen                                  |
| 1970  | Hannes Alfvén Louis Néel                                             | Luis Federico Leloir                                          | Julius Axelrod Ulf von Euler Bernard Katz                           | Alexandre Soljenitsyne                   | Norman Borlaug                                                                              | Paul Samuelson                                               |
| 1971  | Dennis Gabor                                                         | Gerhard Herzberg                                              | Earl Wilbur Sutherland, Jr.                                         | Pablo Neruda                             | Willy Brandt                                                                                | Simon Kuznets                                                |
| 1972  | John Bardeen Leon Neil Cooper John Robert Schrieffer                 | Christian B. Anfinsen Stanford Moore William Howard Stein     | Gerald Edelman Rodney Robert Porter                                 | Heinrich Böll                            | —                                                                                           | John Hicks Kenneth Arrow                                     |
| 1973  | Leo Esaki Ivar Giaever Brian David Josephson                         | Ernst Otto Fischer Geoffrey Wilkinson                         | Karl von Frisch Konrad Lorenz Nikolaas Tinbergen                    | Patrick White                            | Henry Kissinger Lê Đức Thọ [E]                                                              | Wassily Leontief                                             |
| 1974  | Martin Ryle Antony Hewish                                            | Paul J. Flory                                                 | Albert Claude Christian de Duve George Emil Palade                  | Eyvind Johnson Harry Martinson           | Seán MacBride Eisaku Satō                                                                   | Gunnar Myrdal Friedrich Hayek                                |
| 1975  | Aage Bohr Ben Roy Mottelson James Rainwater                          | John Warcup Cornforth Vladimir Prelog                         | David Baltimore Renato Dulbecco Howard Temin                        | Eugenio Montale                          | Andreï Sakharov                                                                             | Leonid Kantorovitch Tjalling Koopmans                        |
| 1976  | Burton Richter Samuel C. C. Ting                                     | William Lipscomb                                              | Baruch Samuel Blumberg Daniel Carleton Gajdusek                     | Saul Bellow                              | Betty Williams Mairead Maguire                                                              | Milton Friedman                                              |
| 1977  | Philip Warren Anderson Nevill Francis Mott John Hasbrouck van Vleck  | Ilya Prigogine                                                | Roger Guillemin Andrzej Wiktor Schally Rosalyn Sussman Yalow        | Vicente Aleixandre                       | Amnesty International                                                                       | Bertil Ohlin James Meade                                     |
| 1978  | Piotr Kapitsa Arno Allan Penzias Robert Woodrow Wilson               | Peter D. Mitchell                                             | Werner Arber Daniel Nathans Hamilton O. Smith                       | Isaac Bashevis Singer                    | Anouar el-Sadate Menahem Begin                                                              | Herbert A. Simon                                             |
| 1979  | Sheldon Lee Glashow Abdus Salam Steven Weinberg                      | Herbert C. Brown Georg Wittig                                 | Allan McLeod Cormack Godfrey Hounsfield                             | Odysséas Elýtis                          | Mère Teresa                                                                                 | Theodore Schultz Arthur Lewis                                |
| 1980  | James Watson Cronin Val Logsdon Fitch                                | Paul Berg Walter Gilbert Frederick Sanger                     | Baruj Benacerraf Jean Dausset George Davis Snell                    | Czesław Miłosz                           | Adolfo Pérez Esquivel                                                                       | Lawrence Klein                                               |
| 1981  | Nicolaas Bloembergen Arthur Leonard Schawlow Kai Siegbahn            | Ken'ichi Fukui Roald Hoffmann                                 | Roger Wolcott Sperry David H. Hubel Torsten Wiesel                  | Elias Canetti                            | Haut Commissariat des Nations unies pour les réfugiés                                       | James Tobin                                                  |
| 1982  | Kenneth G. Wilson                                                    | Aaron Klug                                                    | Sune Bergström Bengt I. Samuelsson John Vane                        | Gabriel García Márquez                   | Alva Myrdal Alfonso García Robles                                                           | George Stigler                                               |
| 1983  | Subrahmanyan Chandrasekhar William Alfred Fowler                     | Henry Taube                                                   | Barbara McClintock                                                  | William Golding                          | Lech Wałęsa                                                                                 | Gérard Debreu                                                |
| 1984  | Carlo Rubbia Simon van der Meer                                      | Robert Bruce Merrifield                                       | Niels Kaj Jerne Georges J. F. Köhler César Milstein                 | Jaroslav Seifert                         | Desmond Tutu                                                                                | Richard Stone                                                |
| 1985  | Klaus von Klitzing                                                   | Herbert A. Hauptman Jerome Karle                              | Michael Stuart Brown Joseph L. Goldstein                            | Claude Simon                             | Association internationale des médecins pour la prévention de la guerre nucléaire           | Franco Modigliani                                            |
| 1986  | Ernst Ruska Gerd Binnig Heinrich Rohrer                              | Dudley R. Herschbach Yuan T. Lee John Polanyi                 | Stanley Cohen Rita Levi-Montalcini                                  | Wole Soyinka                             | Elie Wiesel                                                                                 | James M. Buchanan                                            |
| 1987  | Johannes Georg Bednorz Karl Alexander Müller                         | Donald J. Cram Jean-Marie Lehn Charles J. Pedersen            | Susumu Tonegawa                                                     | Joseph Brodsky                           | Óscar Arias                                                                                 | Robert Solow                                                 |
| 1988  | Leon M. Lederman Melvin Schwartz Jack Steinberger                    | Johann Deisenhofer Robert Huber Hartmut Michel                | James W. Black Gertrude B. Elion George H. Hitchings                | Naguib Mahfouz                           | Force de maintien de la paix des Nations unies                                              | Maurice Allais                                               |
| 1989  | Norman Foster Ramsey Hans Georg Dehmelt Wolfgang Paul                | Sidney Altman Thomas Cech                                     | J. Michael Bishop Harold E. Varmus                                  | Camilo José Cela                         | Tenzin Gyatso                                                                               | Trygve Haavelmo                                              |
| 1990  | Jerome Isaac Friedman Henry Way Kendall Richard E. Taylor            | Elias James Corey                                             | Joseph Murray E. Donnall Thomas                                     | Octavio Paz                              | Mikhaïl Gorbachev                                                                           | Harry Markowitz Merton Miller William Forsyth Sharpe         |
| 1991  | Pierre-Gilles de Gennes                                              | Richard R. Ernst                                              | Erwin Neher Bert Sakmann                                            | Nadine Gordimer                          | Aung San Suu Kyi                                                                            | Ronald Coase                                                 |
| 1992  | Georges Charpak                                                      | Rudolph A. Marcus                                             | Edmond H. Fischer Edwin G. Krebs                                    | Derek Walcott                            | Rigoberta Menchú                                                                            | Gary Becker                                                  |
| 1993  | Russell Alan Hulse Joseph Hooton Taylor                              | Kary Mullis Michael Smith                                     | Richard J. Roberts Phillip Allen Sharp                              | Toni Morrison                            | Nelson Mandela Frederik de Klerk                                                            | Robert Fogel Douglass North                                  |
| 1994  | Bertram Brockhouse Clifford Shull                                    | George Andrew Olah                                            | Alfred G. Gilman Martin Rodbell                                     | Kenzaburō Ōe                             | Yasser Arafat Shimon Peres Yitzhak Rabin                                                    | John Harsanyi John Forbes Nash Reinhard Selten               |
| 1995  | Martin Lewis Perl Frederick Reines                                   | Paul J. Crutzen Mario J. Molina Frank Sherwood Rowland        | Edward B. Lewis Christiane Nüsslein-Volhard Eric F. Wieschaus       | Seamus Heaney                            | Józef Rotblat Mouvement Pugwash                                                             | Robert Lucas, Jr.                                            |
| 1996  | David Morris Lee Douglas Osheroff Robert Coleman Richardson          | Robert F. Curl Jr. Harold Kroto Richard Smalley               | Peter C. Doherty Rolf M. Zinkernagel                                | Wisława Szymborska                       | Carlos Filipe Ximenes Belo José Ramos-Horta                                                 | James Mirrlees William Vickrey                               |
| 1997  | Steven Chu Claude Cohen-Tannoudji William Daniel Phillips            | Paul D. Boyer John E. Walker Jens Christian Skou              | Stanley B. Prusiner                                                 | Dario Fo                                 | Campagne internationale pour l'interdiction des mines antipersonnel Jody Williams           | Robert C. Merton Myron Scholes                               |
| 1998  | Robert B. Laughlin Horst Ludwig Störmer Daniel C. Tsui               | Walter Kohn John Pople                                        | Robert F. Furchgott Louis Ignarro Ferid Murad                       | José Saramago                            | John Hume David Trimble                                                                     | Amartya Sen                                                  |
| 1999  | Gerard 't Hooft Martinus Veltman                                     | Ahmed Zewail                                                  | Günter Blobel                                                       | Günter Grass                             | Médecins sans frontières                                                                    | Robert Mundell                                               |
| 2000  | Jaurès Alferov Herbert Kroemer Jack Kilby                            | Alan J. Heeger Alan MacDiarmid Hideki Shirakawa               | Arvid Carlsson Paul Greengard Eric Kandel                           | Gao Xingjian                             | Kim Dae-jung                                                                                | James Heckman Daniel McFadden                                |
| 2001  | Eric Allin Cornell Wolfgang Ketterle Carl Wieman                     | William Standish Knowles Ryōji Noyori Karl Barry Sharpless    | Leland H. Hartwell Tim Hunt Paul Nurse                              | V. S. Naipaul                            | Organisation des Nations unies Kofi Annan                                                   | George Akerlof Michael Spence Joseph E. Stiglitz             |
| 2002  | Raymond Davis Jr. Masatoshi Koshiba Riccardo Giacconi                | John Fenn Kōichi Tanaka Kurt Wüthrich                         | Sydney Brenner H. Robert Horvitz John Sulston                       | Imre Kertész                             | Jimmy Carter                                                                                | Daniel Kahneman Vernon L. Smith                              |
| 2003  | Alekseï Abrikossov Vitaly Ginzburg Anthony James Leggett             | Peter Agre Roderick MacKinnon                                 | Paul Lauterbur Peter Mansfield                                      | J. M. Coetzee                            | Shirin Ebadi                                                                                | Robert F. Engle Clive Granger                                |
| 2004  | David Gross Hugh David Politzer Frank Wilczek                        | Aaron Ciechanover Avram Hershko Irwin Rose                    | Richard Axel Linda B. Buck                                          | Elfriede Jelinek                         | Wangari Maathai                                                                             | Finn E. Kydland Edward C. Prescott                           |
| 2005  | Roy J. Glauber John L. Hall Theodor W. Hänsch                        | Yves Chauvin Robert H. Grubbs Richard R. Schrock              | Barry Marshall Robin Warren                                         | Harold Pinter                            | International Atomic Energy Agency Mohamed ElBaradei                                        | Robert Aumann Thomas Schelling                               |
| 2006  | John C. Mather George Smoot                                          | Roger D. Kornberg                                             | Andrew Fire Craig Mello                                             | Orhan Pamuk                              | Muhammad Yunus Grameen Bank                                                                 | Edmund Phelps                                                |
| 2007  | Albert Fert Peter Grünberg                                           | Gerhard Ertl                                                  | Mario Capecchi Martin Evans Oliver Smithies                         | Doris Lessing                            | Groupe d'experts intergouvernemental sur l'évolution du climat Al Gore                      | Leonid Hurwicz Eric Maskin Roger Myerson                     |
| 2008  | Yoichiro Nambu Makoto Kobayashi Toshihide Maskawa                    | Osamu Shimomura Martin Chalfie Roger Y. Tsien                 | Harald zur Hausen Françoise Barré-Sinoussi Luc Montagnier           | J. M. G. Le Clézio                       | Martti Ahtisaari                                                                            | Paul Krugman                                                 |
| 2009  | Charles K. Kao Willard S. Boyle George E. Smith                      | Venkatraman Ramakrishnan Thomas A. Steitz Ada Yonath          | Elizabeth Blackburn Carol W. Greider Jack W. Szostak                | Herta Müller                             | Barack Obama                                                                                | Elinor Ostrom Oliver E. Williamson                           |
| 2010  | Andre Geim Konstantin Novoselov                                      | Richard F. Heck Ei-ichi Negishi Akira Suzuki                  | Robert G. Edwards                                                   | Mario Vargas Llosa                       | Liu Xiaobo [F]                                                                              | Peter A. Diamond Dale T. Mortensen Christopher A. Pissarides |
| 2011  | Saul Perlmutter Adam G. Riess Brian Schmidt                          | Dan Shechtman                                                 | Bruce Beutler Jules A. Hoffmann Ralph M. Steinman                   | Tomas Tranströmer                        | Ellen Johnson Sirleaf Leymah Gbowee Tawakel Karman                                          | Thomas J. Sargent Christopher A. Sims                        |
| 2012  | Serge Haroche David J. Wineland                                      | Brian K. Kobilka Robert J. Lefkowitz                          | John B. Gurdon Shinya Yamanaka                                      | Mo Yan                                   | Union européenne                                                                            | Alvin E. Roth Lloyd S. Shapley                               |
| 2013  | François Englert Peter W. Higgs                                      | Martin Karplus Michael Levitt Arieh Warshel                   | James E. Rothman Randy W. Schekman Thomas C. Südhof                 | Alice Munro                              | Organisation pour l'interdiction des armes chimiques                                        | Eugene F. Fama Lars Peter Hansen Robert J. Shiller           |
| 2014  | Isamu Akasaki Hiroshi Amano Shuji Nakamura                           | Eric Betzig Stefan Hell William Moerner                       | John O'Keefe May-Britt Moser Edvard Moser                           | Patrick Modiano                          | Malala Yousafzai Kailash Satyarthi                                                          | Jean Tirole                                                  |
| 2015  | Takaaki Kajita Arthur B. McDonald                                    | Tomas Lindahl Paul L. Modrich Aziz Sancar                     | William C. Campbell Satoshi Ōmura Tu Youyou                         | Svetlana Aleksievitch                    | Quartet du dialogue national                                                                | Angus Deaton                                                 |
| 2016  | David J. Thouless Duncan Haldane John M. Kosterlitz                  | Jean-Pierre Sauvage James Fraser Stoddart Ben Feringa         | Yoshinori Ohsumi                                                    | Bob Dylan                                | Juan Manuel Santos                                                                          | Oliver Hart Bengt Holmström                                  |
| 2017  | Rainer Weiss Barry C. Barish Kip Thorne                              | Jacques Dubochet Joachim Frank Richard Henderson              | Jeffrey C. Hall Michael Rosbash Michael W. Young                    | Kazuo Ishiguro                           | ICAN                                                                                        | Richard Thaler                                               |
| 2018  | Arthur Ashkin Gérard Mourou Donna Strickland                         | Frances Arnold George Smith Gregory Winter                    | James Allison Tasuku Honjo                                          | Olga Tokarczuk                           | Denis Mukwege Nadia Murad                                                                   | William Nordhaus Paul Romer                                  |
| 2019  | James Peebles Michel Mayor Didier Queloz                             | John B. Goodenough Stanley Whittingham Akira Yoshino          | William Kaelin Jr. Gregg L.Semenza Sir Peter J.Ratcliffe            | Peter Handke                             | Abiy Ahmed                                                                                  | Abhijit Banerjee Esther Duflo Michael Kremer                 |
| 2020  | Roger Penrose Reinhard Genzel Andrea M. Ghez                         | Emmanuelle Charpentier Jennifer Doudna                        | Michael Houghton Harvey J. Alter Charles M. Rice                    | Louise Glück                             | Programme alimentaire mondial                                                               | Paul Milgrom Robert B. Wilson                                |
| 2021  | Syukuro Manabe Klaus Hasselmann Giorgio Parisi                       | Benjamin List David MacMillan                                 | David Julius Ardem Patapoutian                                      | Abdulrazak Gurnah                        | Maria Ressa Dmitri Mouratov                                                                 | David Card Joshua Angrist Guido Imbens                       |
| 2022  | Alain Aspect John F. Clauser Anton Zeilinger                         | Carolyn R. Bertozzi Morten Meldal K. Barry Sharpless          | Svante Pääbo                                                        | Annie Ernaux                             | Alès Bialiatski Memorial Centre pour les libertés civiles                                   | Ben Bernanke Douglas Diamond Philip Dybvig                   |
| 2023  | Anne L'Huillier Pierre Agostini Ferenc Krausz                        | Moungi Bawendi Louis E. Brus Alexeï Iekimov                   | Katalin Kariko Drew Weissman                                        | Jon Fosse                                | Narges Mohammadi                                                                            | Claudia Goldin                                               |
| 2024  | John Hopfield Geoffrey Hinton                                        | David Baker Demis Hassabis John Michael Jumper                | Victor Ambros Gary Ruvkun                                           | Han Kang                                 | Nihon Hidankyo                                                                              | Daron Acemoglu Simon Johnson James Robinson                  |
| Année | Physique                                                             | Chimie                                                        | Physiologie ou médecine                                             | Littérature                              | Paix                                                                                        | Économie                                                     |